# خربة كيار
خربة كيار قرية سوريّة تتبع إداريّاً لمحافظة حلب منطقة الباب ناحية تادف، بلغ تعداد سكانها 2,059 نسمة حسب التعداد السكاني لعام 2004.